# Quách Quý phi (Đường Hiến Tông)
Ý An Quách Hoàng hậu (chữ Hán: 懿安皇后, 780 - 25 tháng 6, năm 848), còn được gọi là Quách Quý phi (郭貴妃) hay Quách Thái hậu (郭太后), là nguyên phối của Đường Hiến Tông Lý Thuần, sinh mẫu của Đường Mục Tông Lý Hằng và là hoàng tổ mẫu của 3 vị hoàng đế Đường Kính Tông, Đường Văn Tông, Đường Vũ Tông trong lịch sử Trung Quốc.
Sinh ra là cháu gái của đại danh thần triều Đường là Quách Tử Nghi, Quách thị là cháu ngoại của Đường Đại Tông Lý Dự, do vậy vai vế của Quách thị còn là biểu cô của chồng bà. Tuy là chính thê nhưng khi đăng cơ, Đường Hiến Tông chỉ sắc phong cho Quách thị ngôi vị Quý phi mà không phải Hoàng hậu, điều này khiến địa vị của bà trong 15 năm triều Hiến Tông vẫn ["Danh không chính ngôn không thuận"]. Giải thích việc này, chính bản thân Đường Hiến Tông khi trả lời đã lấy lý do rằng lo sợ gia thế của Quách thị, người vốn xuất thân từ gia tộc quyền thế của đại công thần Quách Tử Nghi, nếu lập bà làm Hoàng hậu thì như vậy phi tần sẽ không dám gần gũi ông nữa. Từ triều Đường Hiến Tông, các Hoàng đế nhà Đường hình thành lệ bất thành văn không thiết lập Hoàng hậu, mãi đến khi Hà Hoàng hậu của Đường Chiêu Tông được lập, khoảng gần 100 năm sau.
Bà đã sống qua 7 đời hoàng đế nhà Đường, và trở thành một trong 2 vị Thái hoàng thái hậu của nhà Đường, bên cạnh Hiếu Minh Trịnh hoàng hậu, mẹ ruột của Đường Tuyên Tông Lý Thầm. Trong 7 đời trải qua, thì 5 đời bà được cực tận tôn quý, nên sử gia gọi bà là [Thất triều Ngũ tôn; 七朝五尊].

## Gia thế
Ý An hoàng hậu Quách thị là con gái của Tả bộc xạ Phò mã đô úy Quách Ái (郭曖) và Thăng Bình công chúa. Ông nội bà là danh thần Quách Tử Nghi, đồng thời bà cũng là cháu ngoại của Đường Đại Tông Lý Dự, cháu gái gọi Đường Đức Tông Lý Quát bằng cậu. So với Hiến Tông hoàng đế bà thuộc vai vế là [Biểu cô; 表姑], có thể xem là quý thích hoàng thân. Trong nhà bà có 2 anh trai là Quách Chiêu (郭釗), Quách Thung (郭鏦); một chị gái lấy Lý Chiêu (李昭).
Khi Đường Hiến Tông Lý Thuần còn là Quảng Lăng vương, ông đã đích thân tới nghênh thú Quách thị, do đó Quách thị trở thành Quảng Lăng vương phi (廣陵王妃). Do xuất thân rất cao, Quách thị rất được Lý Thuần vị nể, địa vị hiển quý. Năm Trinh Nguyên thứ 11 (795), Quách phi hạ sinh con trai thứ ba của Lý Thuần là Lý Hựu, tức sau thành Đường Mục Tông. Sau đó, Quách phi lại sinh thêm một con gái, về sau là Kỳ Dương Trang Thục công chúa.
Khi Quách phi nhập phủ, Quảng Lăng vương Lý Thuần đã có hai con trai lớn, người cả là Lý Ninh (李寧) - mẹ là một tiểu thiếp họ Kỷ, còn người kia là Lý Uẩn (李惲), mẹ là một tiểu thiếp nào đó không rõ lai lịch. Khi Quách phi sinh ra Lý Hựu thì trở thành người con trai thứ ba của Quảng Lăng vương, nhưng lại được xem là hiển quý nhất do Quách phi là chính thê danh chính ngôn thuận.

## Không lập Hậu
Năm Nguyên Hòa nguyên niên (806), Thái tử Lý Thuần nối ngôi, tức Đường Hiến Tông. Tháng 8 cùng năm, Quách phi được sách phong làm Quý phi.
Dù là chính thê, nhưng rất kỳ lạ là Hiến Tông chỉ phong Quách thị làm Quý phi, dẫu địa vị trong hậu cung lúc ấy của bà là lớn nhất. Một thời gian sau khi Hiến Tông đăng cơ, mẫu thân của Quý phi là Thăng Bình Trưởng công chúa đã muốn lấy lòng Hiến Tông, tuyển chọn dâng cho Hiến Tông khoảng 50 Thị nữ, nhưng Hiến Tông cho rằng Thái thượng hoàng không thể nhận nên mình cũng không thể nhận rồi trả về.
Năm Nguyên Hòa thứ 4 (809), Hiến Tông lập người con trai trưởng của mình là Lý Ninh làm Thái tử, mặc dù Lý Hựu mới là đích xuất. Mãi đến năm Nguyên Hòa thứ 7 (812), sau khi Lý Ninh hoăng thì Hiến Tông mới quyết định chọn Lý Hựu làm Thái tử, đổi tên là Lý Hằng (李恆). Trên Lý Hằng còn có một hoàng tử nữa là Lễ vương Lý Uẩn, nên Hiến Tông muốn để Lý Uẩn đứng ra làm một tờ biểu nhường ngôi Thái tử cho em. Các đại thần cho là không cần thiết vì Lý Hằng là con trai của chính thê nên phải luôn được ưu tiên hơn là con trai của vợ lẽ, vì thế Hiến Tông bỏ ý định này đi.
Năm Nguyên Hòa thứ 8 (813), nhân việc Lý Hằng trở thành Hoàng thái tử, các đại thần cũng nhân đó dâng sớ xin lập Quách Quý phi làm Hoàng hậu. Nhưng Đường Hiến Tông khước từ, do sủng ái rất nhiều phi tần khác, cho rằng Quách Quý phi đã có thế lực lớn bên nhà mẹ, nếu phong Mẫu nghi thiên hạ thì các phi tần khác sẽ e ngại mà không dám tiếp cận ông, nên vẫn để trống. Thế là trong vòng 15 năm Đường Hiến Tông tại vị, Quách thị tuy là chính thê vẫn không lể lên ngôi Hoàng hậu.

## Hoàng thái hậu
Năm Nguyên Hòa thứ 15 (820), ngày 14 tháng 2, Đường Hiến Tông bị hoạn quan là Trần Hoằng Chí (陳弘志) sát hại.
Tả trung úy Thổ Đột Thừa Thôi (吐突承璀) âm mưu phế truất Thái tử Lý Hằng để lập Lễ vương Lý Uẩn lên ngôi. Các hoạn quan gồm Mã Tiến Đàm (馬進潭), Lưu Thừa Giai (劉承偕) và Vương Thủ Trừng (王守澄) về phe Quách Quý phi và Thái tử Lý Hằng, đánh bại Thừa Thôi và giết Lễ vương. Ngày 20 tháng 2 cùng năm, Thái tử Lý Hằng tức Hoàng đế vị, tức là Đường Mục Tông. Về sau, khi Đường Tuyên Tông đăng cơ thì có lời đồn rằng cái chết của Hiến Tông có sự nhúng tay của Quách Quý phi cùng Mục Tông, nhưng không có bằng chứng xác thực để chứng minh.
Sách tôn Hoàng thái hậu năm đó viết:
| “                                      | 嗣皇帝臣名再拜言：伏以正坤元，母天下，符至德以升大號，因晉運而飾鴻徽，煥乎前聞，焯彼古訓，以極尊尊親親之義，明因天事地之經，有自來矣。伏惟大行皇帝貴妃，大虹毓慶，霽月披祥，導靈派於昭回，揖殊仁於氣母，範圍百行，表飭六宮，粵在中闈，流宣陰教，輔佐先聖，勤勞庶工。顧以沖眇，遭罹閔凶，荷成命於守器之時，奉寶圖於鑄鼎之日，哀纏易月，痛钜終天。而四海無虞，萬邦有截，仰惟顧復之德，敢揚聖善之風，謹上尊號曰皇太后。 . Tự hoàng đế thần danh tái bái ngôn: Phục dĩ chính khôn nguyên, mẫu thiên hạ, phù chí đức dĩ thăng đại hào, nhân tấn vận nhi sức hồng huy, hoán hồ tiền văn, trác bỉ cổ huấn, dĩ cực tôn tôn thân thân chi nghĩa, minh nhân thiên sự địa chi kinh, hữu tự lai hĩ! Phục duy Đại Hành hoàng đế Quý phi, đại hồng dục khánh, tễ nguyệt phi tường. Đạo linh phái vu chiêu hồi, ấp thù nhân vu khí mẫu. Phạm vi bách hành, biểu sức lục cung. Việt tại trung vi, lưu tuyên âm giáo. Phụ tá tiên thánh, cần lao thứ công. Cố dĩ trùng miễu, tao li mẫn hung, hà thành mệnh vu thủ khí chi thời, phụng bảo đồ vu chú đỉnh chi nhật, ai triền dịch nguyệt, thống cự chung thiên. Nhi tứ hải vô ngu, vạn bang hữu tiệt, ngưỡng duy cố phục chi đức, cảm dương thánh thiện chi phong, cẩn thượng tôn hào, viết Hoàng thái hậu. | ” |
| — Tôn văn Quách thị làm Hoàng thái hậu | |   |

Không lâu sau khi lên ngôi, Mục Tông tôn Quách quý phi làm Hoàng thái hậu, sống ở Hưng Khánh cung (興慶宮). Tằng tổ của bà là Quách Kính Chi (郭敬之) được truy tặng Thái bảo, tước Kỳ Quốc công (祺國公); phụ thân bà là Quách Ái truy tặng Thái úy, tặng tước Đại Quốc công (代國公); mẫu thân là Thăng Bình Trưởng công chúa được truy tặng Tề Quốc đại trưởng công chúa (齊國大长公主). Các anh em của bà đều được thăng chức và được trọng dụng: Đại tư nông Quách Chiêu (郭釗), anh cả của Thái hậu được phong Hình bộ thượng thư, và Quách Thung (郭鏦) làm Kim Ngô đại tướng quân.
Ngoài ra, Đường Mục Tông cũng lãng phí rất nhiều tiền của trong quốc khố cho việc phụng dưỡng Hoàng thái hậu, dùng cho việc chi dùng thường ngày hay tổ chức sinh thần, xây dựng cung điện của Hoàng thái hậu. Quách Thái hậu rất thích đi du ngoạn, từng đi qua Ly Sơn du lãm. Mục Tông vì chiều ý Thái hậu, không tiếc tiền tổ chức những buổi ngự lãm xa hoa, mấy tháng mới về cung. Năm Trường Khánh thứ 2 (822), Quách Thái hậu đến thăm Hoa Thanh cung (華清宮) để tắm suối nước nóng. Đường Mục Tông đích thân đi cùng, nhưng chỉ một ngày sau thì Hoàng đế trở về kinh còn Thái hậu ở lại thêm vài ngày nữa. Bà cũng thường lên Ly Sơn hay chùa Thạch Úng thì Mục Tông sai con trưởng là Cảnh vương Lý Đam dẫn cấm quân theo bảo vệ.
Năm Trường Khánh thứ 4 (824), ngày 25 tháng 2, Mục Tông lâm bệnh nặng, hạ chiếu cho Thái tử Lý Đam giám quốc. Các hoạn quan đề nghị Hoàng thái hậu buông rèm nhiếp chính. Thái hậu liền nói:"Xưa kia Võ hậu nhiếp chính suýt nữa đã làm tiêu vong cơ nghiệp. Gia tộc Quách thị nhiều đời trung trinh với đất nước khác với bọn nhà Võ thị. Thái tử còn nhỏ tuổi nhưng có tể thần giúp đỡ thì có gì là không nên. Từ xưa tới nay cũng chưa thấy lúc nào Hậu cung chấp chính mà đất nước được hưng thịnh như đời Nghiêu Thuấn đâu ?". Thế rồi, Quách Thái hậu xé nát tờ biểu đề nghị mình làm nhiếp chính. Anh trai bà là Quách Chiêu cũng đồng tình với bà.
Tối ngày hôm đó Mục Tông băng hà, Thái tử Lý Đam kế vị, tức là Đường Kính Tông.

## Thái hoàng thái hậu
Năm Trường Khánh thứ 4 (824), ngày 11 tháng 3, Đường Kính Tông tôn Quách Thái hậu làm Thái hoàng thái hậu, đồng thời cũng quyết định tôn mẫu thân của mình là Vương thị làm Hoàng thái hậu. Quách hậu trở thành vị Thái hoàng thái hậu đầu tiên trong lịch sử nhà Đường, phú quý tột độ.
Tháng 5 năm đó, thầy bói Tô Huyền Minh (蘇玄明) cùng cung nhân Trương Thiều (張韶) liên kết với hơn mấy trăm kẻ vô lại, nhân một hôm Kính Tông đang mải chơi, đã nhân đêm tối tấn công vào cung trung. Kính Tông đang ở trong điện chơi đá cầu, nghe được tin có biến, vô cùng hoảng sợ, bèn bỏ trốn đến trụ sở Thần Sách tả quân, và cử người dẫn quân diệt tặc. Thái hoàng thái hậu và Vương Thái hậu khi đó vẫn ở trong cung, Kính Tông lo sợ cho hai vị Thái hậu, cũng sai đón vào Thần Sách quân tránh nạn. Về sau các tướng đã dẫn binh đánh tới, giết Trương Thiều và Tô Huyền Minh. Mấy hôm sau Kính Tông và hai vị Thái hậu được đưa về cung.
Năm Bảo Lịch thứ 3 (827), ngày 9 tháng 1, Đường Kính Tông bị bọn hoạn quan Lưu Khắc Minh (劉克明) giết hại. Các hoạn quan khác là Vương Thủ Trừng, Dương Thừa Hòa, Ngụy Tòng Gián nghe tin cung trung có biến động, bèn tập hợp quân mã diệt bọn Khắc Minh, đưa Giang vương Lý Hàm vào cung. Ngày 11 tháng 1 cùng năm, Thái hoàng thái hậu Quách thị lệnh bách quan yết kiến Giang vương Hàm ở tử thần ngoại vũ. Hai hôm sau, Quách Thái hoàng thái hậu lập chiếu đưa Giang vương lên ngôi Hoàng đế, tức là Đường Văn Tông. Tờ chiếu viết:
| “                                                                      | 大行皇帝睿哲多能，對越天命，宜荷九廟之重，永享億年之祚。豈謂奸妖竊發，矯專神器，蠱惑中外，扇誘群情，駭動神人，釁深梟鏡。咨爾江王，聰哲精粹，清明在躬，智算機閑，玄謀雷發，躬率義勇，大清丑類，允膺當璧之符，爰攄枕戈之憤，既殲巨逆，當享豐福。是命爾陟於元後，宜令司空、平章事、晉國公度奉冊即皇帝位。 . Đại hành hoàng đế duệ triết đa năng, đối việt thiên mệnh, nghi hà cửu miếu chi trọng, vĩnh hưởng ức niên chi tộ. Khởi vị gian yêu thiết phát, kiểu chuyên thần khí, cổ hoặc trung ngoại, phiến dụ quần tình, hãi động thần nhân, hấn thâm kiêu kính. Tư nhĩ Giang vương, thông triết tinh túy, thanh minh tại cung, trí toán cơ nhàn, huyền mưu lôi phát, cung suất nghĩa dũng, đại thanh sửu loại, duẫn ưng đương bích chi phù, viên sư chẩm qua chi phẫn, kí tiêm cự nghịch, đương hưởng phong phúc. Thị mệnh nhĩ trắc vu nguyên hậu, nghi lệnh Tư không, Bình chương sự, Tấn Quốc công độ phụng sách tức Hoàng đế vị. | ” |
| — Chiếu lập Giang vương Đàm làm Hoàng đế của Quách Thái hoàng thái hậu | |   |

Sau khi lên ngôi, Đường Văn Tông tôn mẹ mình là Tiêu thị lên làm Hoàng thái hậu. Lúc đó, Thái hoàng thái hậu Quách thị được bố trí ở Hưng Khánh cung, Vương Thái hậu ở Nghĩa An điện (義安殿), Tiêu Thái hậu là mẹ ruột của Văn Tông thì sống ở đại nội. Đường Văn Tông vốn tính hiếu thuận, phụng sự ba cung đều như nhau. Mỗi khi các nơi tiến cống kỳ trân dị vật thì trước đưa đến tông miếu, tiếp đó dâng đến ba cung còn dư thừa mới để tự mình chi dùng. Trong hậu cung nhà Đường chưa từng có nhiều Thái hậu như vậy, được tôn kính gọi là [Tam cung Thái hậu; 三宮太后].
Năm Khai Thành thứ 5 (840), Đường Văn Tông đột ngột băng hà, không có hậu duệ. Một người cháu khác của Quách Thái hoàng thái hậu là Lý Triền được đưa lên ngôi, tức Đường Vũ Tông. Trong cung bắt đầu cần phân biệt 3 vị Thái hậu, chiếu theo cung điện mà tôn Vương Thái hậu phong hiệu Nghĩa An thái hậu (義安太后), Tiêu Thái hậu là Tích Khánh thái hậu (積慶太后), còn Quách Thái hậu vẫn tôn làm Thái hoàng thái hậu, tôn quý nhất trong Tam cung. Cũng như các vị Tiên đế, Đường Vũ Tông tôn kính 3 vị Thái hậu hết sức chu đáo.
Đường Vũ Tông may mắn lên ngôi Cửu ngũ chí tôn, nhưng bản tính thích việc săn bắn và vui chơi, nhiều đại thần can ngăn ông nhưng không hiệu quả. Một số người hầu thân tín của Vũ Tông gọi là Ngũ phường thiếu nhi (五坊小兒) được phép ra vào cung cấm thoải mái, khiến nhiều người bất bình. Có một lần, ông đến thỉnh an Thái hoàng thái hậu và hỏi bà về cách trị nước. Thái hoàng thái hậu Quách thị vào lúc này khuyên Hoàng đế nên nghe lời can gián của quần thần, do đó Vũ Tông mới bớt việc vui chơi, bỏ việc săn bắn, chính sự nhà Đường từ đó dần khởi sắc.

## Cuối đời
Năm Hội Xương thứ 6 (846), Đường Vũ Tông băng hà. Hoàng đế qua đời mà không có hậu duệ, dòng dõi hậu duệ trực hệ của Quách hậu do đó cũng chấm dứt. Theo trình tự thừa kế, ngôi vị hoàng đế rơi vào tay của Quang vương Lý Di, tức Đường Tuyên Tông - con trai thứ 13 của Đường Hiến Tông.
Mẫu thân của Tuyên Tông là Trịnh Thái phi, trước đó từng là nô tì hầu hạ Quách hậu, sau do Đường Hiến Tông sủng hạnh mà sinh được hoàng tử. Thế nhưng do Trịnh thị thân phận quá thấp, sau khi sinh Lý Di thì vẫn bị điều đi biệt cung mà không cho ở lại trong cung. Ngôi Hoàng đế mà con cháu của bà nắm giữ trong gần 30 năm đã rơi vào tay kẻ khác, lại là con của một người từng là nô tỳ của mình khiến Quách hậu rất bất mãn và khinh thường. Đường Tuyên Tông sau khi đăng cơ, đã tôn mẫu thân của mình Trịnh thị làm Hoàng thái hậu, trong khi vẫn giữ ngôi vị Thái hoàng thái hậu của Quách thị, trong cung tổ chức yến tiệc vẫn tôn Quách hậu vào bậc đầu, còn Trịnh thị ở ngôi thứ. Sau khi lên ngôi, không rõ có phải vì mâu thuẫn giữa Quách hậu và Trịnh thị hay không, mà Đường Tuyên Tông tuyên tin nghi ngờ Thái hoàng thái hậu là người chủ mưu trong cái chết của phụ hoàng Đường Hiến Tông, để đưa con mình là Đường Mục Tông lên ngôi.
Năm Đại Trung thứ 2 (848), ngày 25 tháng 6 (âm lịch), Quách Thái hoàng thái hậu cùng vài tên Thị giám lên Cần Chính lâu (勤政樓), muốn từ đó nhảy xuống đất mà tự vẫn, nhưng được tả hữu ngăn lại kịp thời. Đường Tuyên Tông nghe đến việc này thì rất không vui. Bỗng nhiên, nửa đêm hôm đó Quách Thái hoàng thái hậu băng hà ở Hưng Khánh cung, do vậy có lời đồn cái chết này là do Tuyên Tông hoàng đế bí mật sai người hạ độc. Bà được truy tôn thụy hiệu là Ý An hoàng hậu (懿安皇后).
Sau đó, Thái thường quan là Vương Hao (王暤) trình bày trình tự thờ cúng Thái hoàng thái hậu, hợp táng với Hiến Tông và thăng phụ Thái Miếu. Nhưng Đường Tuyên Tông không muốn cho hợp táng Quách Thái hoàng thái hậu với Hiến Tông, mà định để Trịnh Hoàng thái hậu hợp táng sau khi bà qua đời. Vì thế, Tuyên Tông ngầm lệnh Tể tướng Bạch Mẫn Trung (白敏中) phản đối Vương Hao, nhưng Vương Hao mạnh mẽ đáp:"Quách hậu vốn là Nguyên phi của Hiến Tông khi ở Đông Cung, làm con dâu thảo phụng dưỡng Thuận Tông. Trải qua năm triều, trở thành Thiên hạ mẫu hậu, thế nào việc an táng lại có dị nghị?!". Các quan viên khác nghe mệnh Tuyên Tông cũng đứng ra phản đối Vương Hao, nhưng ông trước sau vẫn cương trực như vậy. Do đó ông bị giáng làm Huyện lệnh của huyện Câu Dung, rời khỏi triều đình.
Sang đời Đường Ý Tông, Vương Hao được gọi về triều, vẫn chủ trương cho Quách hậu phụ táng vào Cảnh lăng (景陵), thăng phụ Thái Miếu. Sau nhiều năm bị đình trệ thì việc này mới được giải quyết.

## Hậu duệ
Ý An Quách hoàng hậu với Đường Hiến Tông sinh được 1 nam 1 nữ:
1. Đường Mục Tông Lý Hằng [李恒], hoàng tam tử của Hiến Tông.
2. Kỳ Dương Trang Thục công chúa [岐阳庄淑公主; ? - 837], hoàng trưởng nữ của Hiến Tông, sinh vào khoảng sau năm 795, là em gái của Mục Tông.
Năm 813, Hiến Tông phong bà làm công chúa, và lệnh cho Lý Cát Phủ (李吉甫) tuyển phò mã, tuyển được Đỗ Tông (杜悰), là cháu của Đỗ Hựu; Tông được phong làm Ngân Thanh Quang lộc đại phu, Điện trung thiếu giám, Phò mã đô úy. Khi bà xuất giá, được tổ chức vô cùng long trọng, lấy điển lễ của con gái Hoàng hậu mà làm. Một dạo Đỗ Tông đến nhậm chức Thứ sử Lễ châu, bà cùng chồng đến nhậm chức, ngao du tự tại, thường cùng thi nhân Lý Tuyên Cổ (李宣古).
Khi nghe tin Quách thị bệnh nặng, công chúa dù cũng mang bệnh nhưng vẫn nhất quyết tiến kinh thăm Hưng Khánh cung. Bà qua đời khi đang tiến kinh, mộ táng tại mộ phần gia tộc họ Đỗ. Đường Văn Tông truy thụy là Trang Thục (莊淑), tước phong Đại trưởng công chúa (大長公主). Bà sinh được 2 nam; Đỗ Duệ Hưu (杜裔休) và Đỗ Nhụ Hưu (杜孺休); cùng 2 người con gái.

## Văn hóa đại chúng
| Năm  | Phim                           | Diễn viên              |
| 1993 | 《Kim lũ y》 金缕衣            | Hàn Đông Đông 韩冬冬   |
| 2009 | 《Cung tâm kế》 宫心计         | Tạ Tuyết Tâm 谢雪心    |
| 2016 | 《Quỹ trung mỹ nhân》 柜中美人 | Trương Thụy Già 张瑞珈 |